# Sala (architettura buddista)

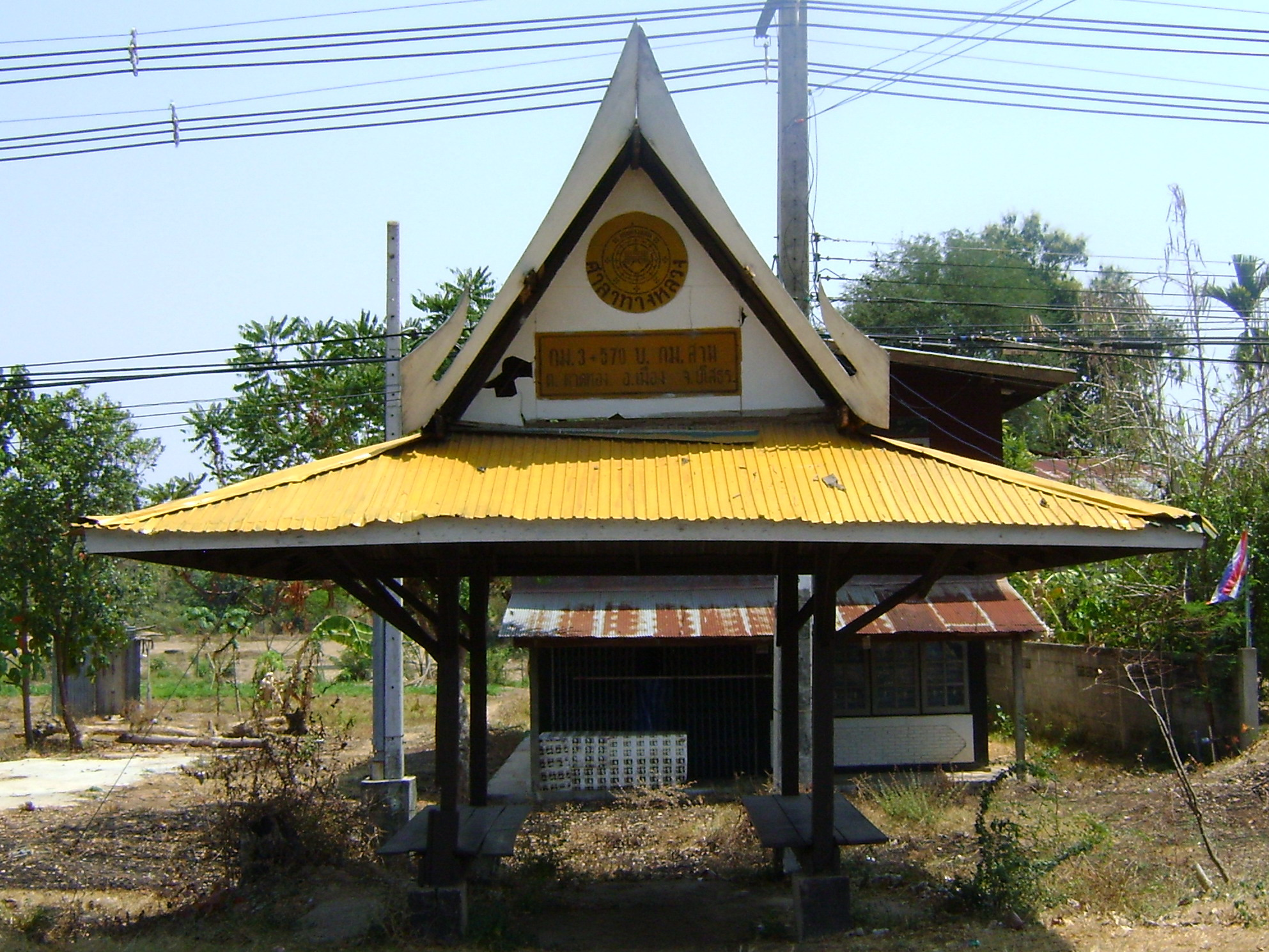
Una sala rim thanon

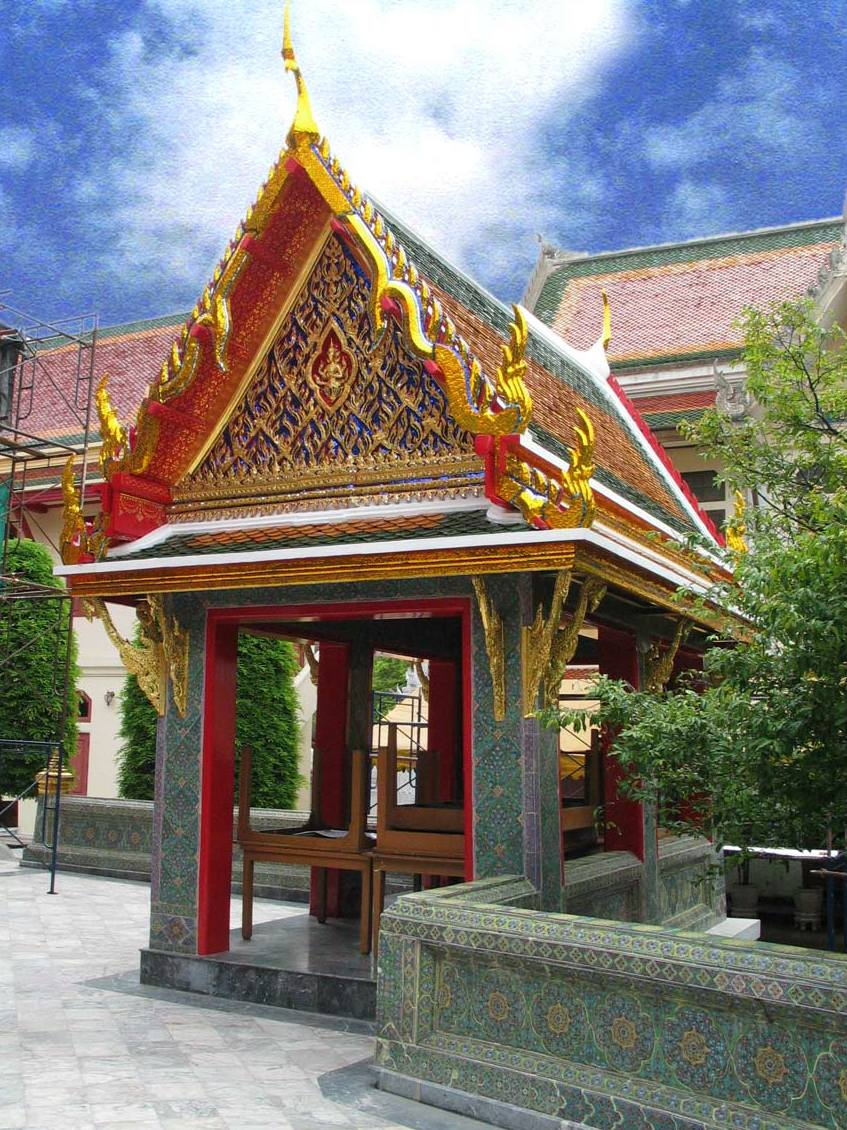
Salawat nel Wat Rajbopit a Bangkok

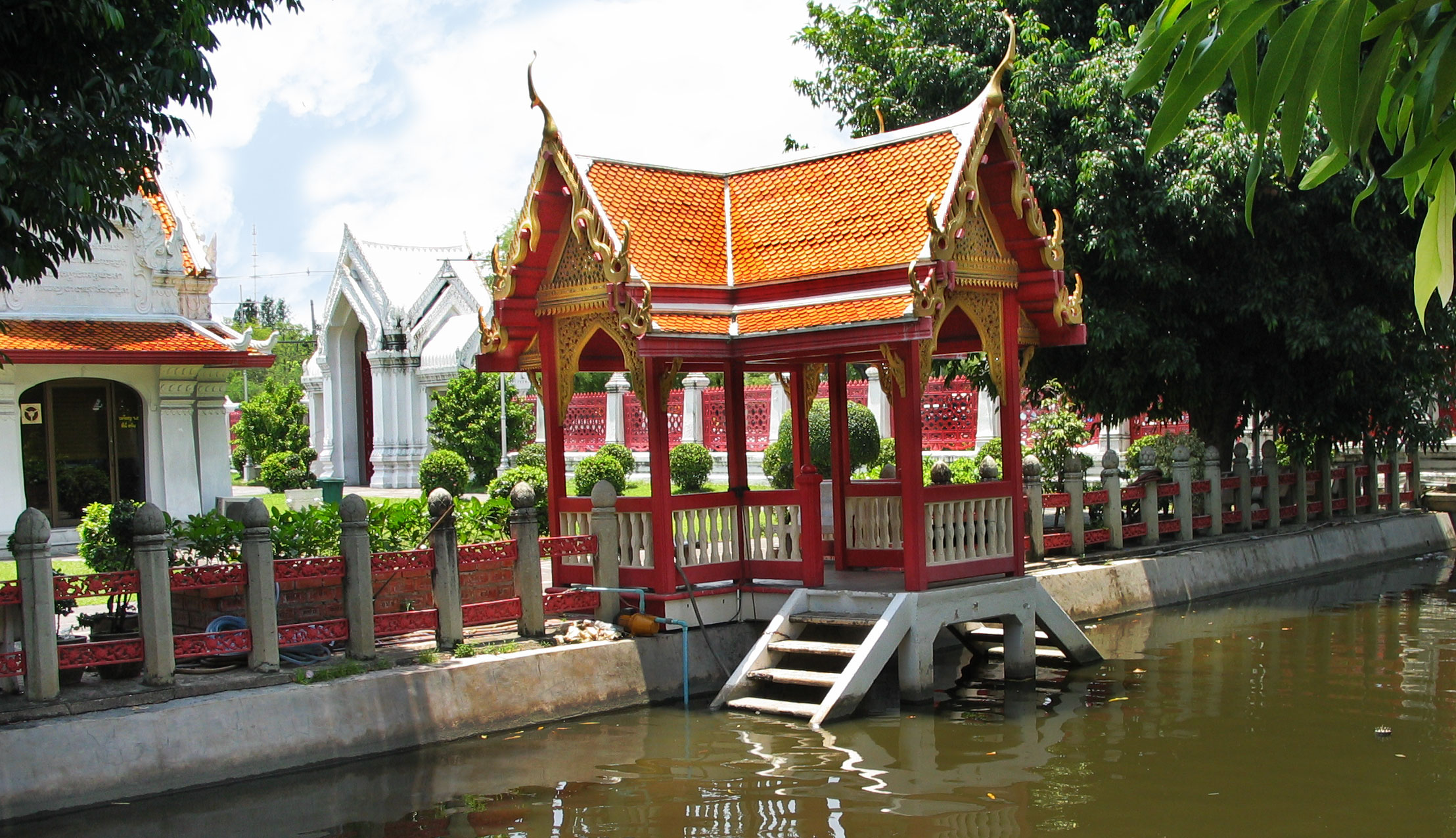
Una sala tha nam

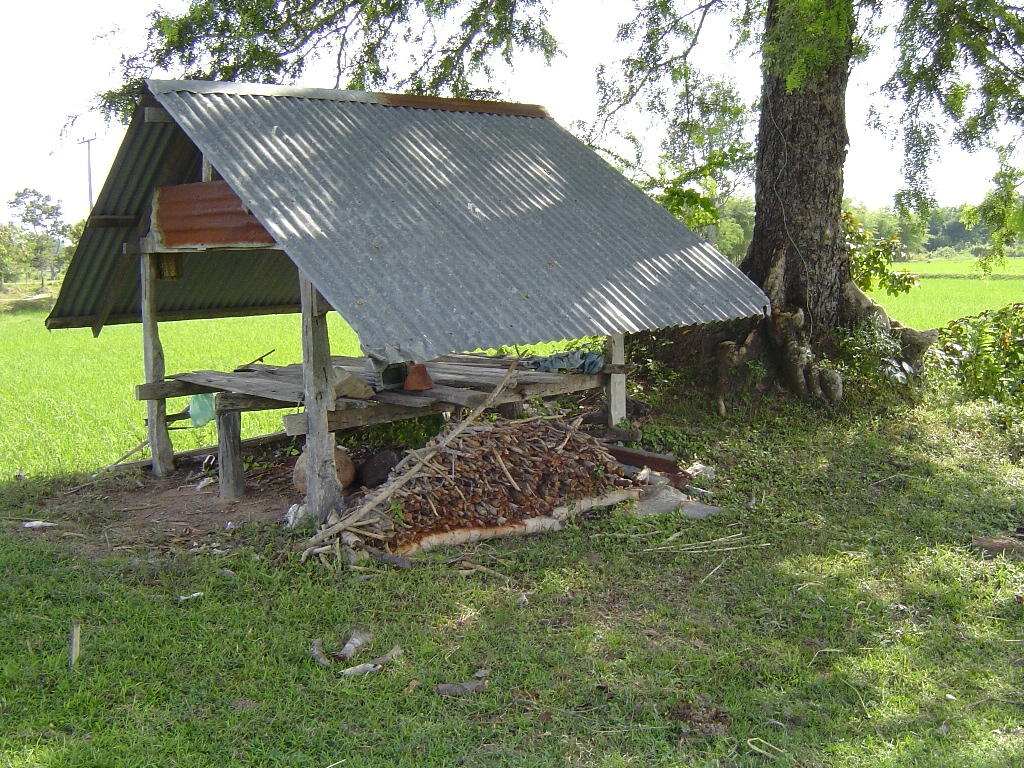
Sala asai in un campo di riso dell'Isan

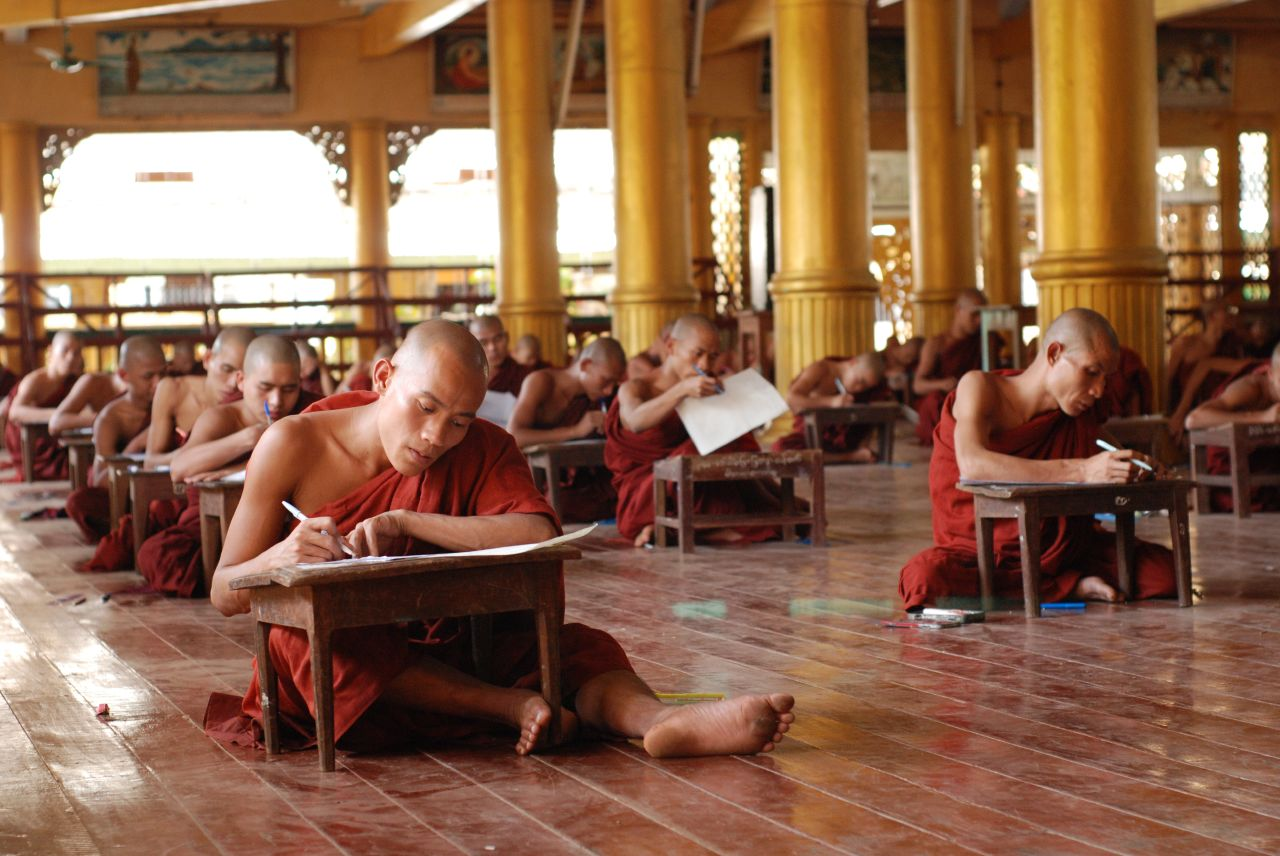
Una lezione dei monaci in una sala kan parian a Pegu in Myanmar

Una sala [(TH)  ศาลา], conosciuta anche come sala Thai, è un padiglione aperto sui lati, assimilabile al gazebo, dotato di panche o di un piano elevato dal terreno su cui sedersi o sdraiarsi, in uso in Thailandia, Laos e Cambogia. Tale struttura si trova anche in Myanmar, dove però prende il nome Zayat.
La parola deriva dal pali साला, che viene traslitterato sālā e significa casa, tettoia o sala.
Viene utilizzata per proteggersi dal sole e dalla pioggia e se ne possono trovare frequentemente in questi paesi, ad esempio nelle spiagge e nei parchi cittadini. A seconda del luogo e della destinazione per la quale sono costruite possono assumere i seguenti nomi:
- sala rim thanon, quando è situata ai bordi delle strade, ad esempio come pensilina di attesa alle fermate delle corriere
- sala tha nam, quando è costruita in corrispondenza degli approdi delle barche.
- sala asai, capanno aperto sui lati nelle aree rurali, dove di solito sono delle rudimentali strutture usate per pranzare e riposarsi nelle pause lavorative

Sono anche parte integrante dell'architettura dei wat, i complessi templari del buddismo Theravada, in tal caso possono prendere i seguenti nomi:
- salawat, di dimensioni contenute e, di solito, dalle finiture eleganti, sono usate dai monaci anche per fare meditazione
- sala kan parian, letteralmente: padiglione dove si impara la teologia buddista,[2] sono presenti in alcuni templi, hanno dimensioni piuttosto ampie, e sono i luoghi dove i monaci si riuniscono per apprendere gli insegnamenti religiosi

In Cambogia il termine sala viene spesso adottato anche per la parola scuola.

## Bibliografia

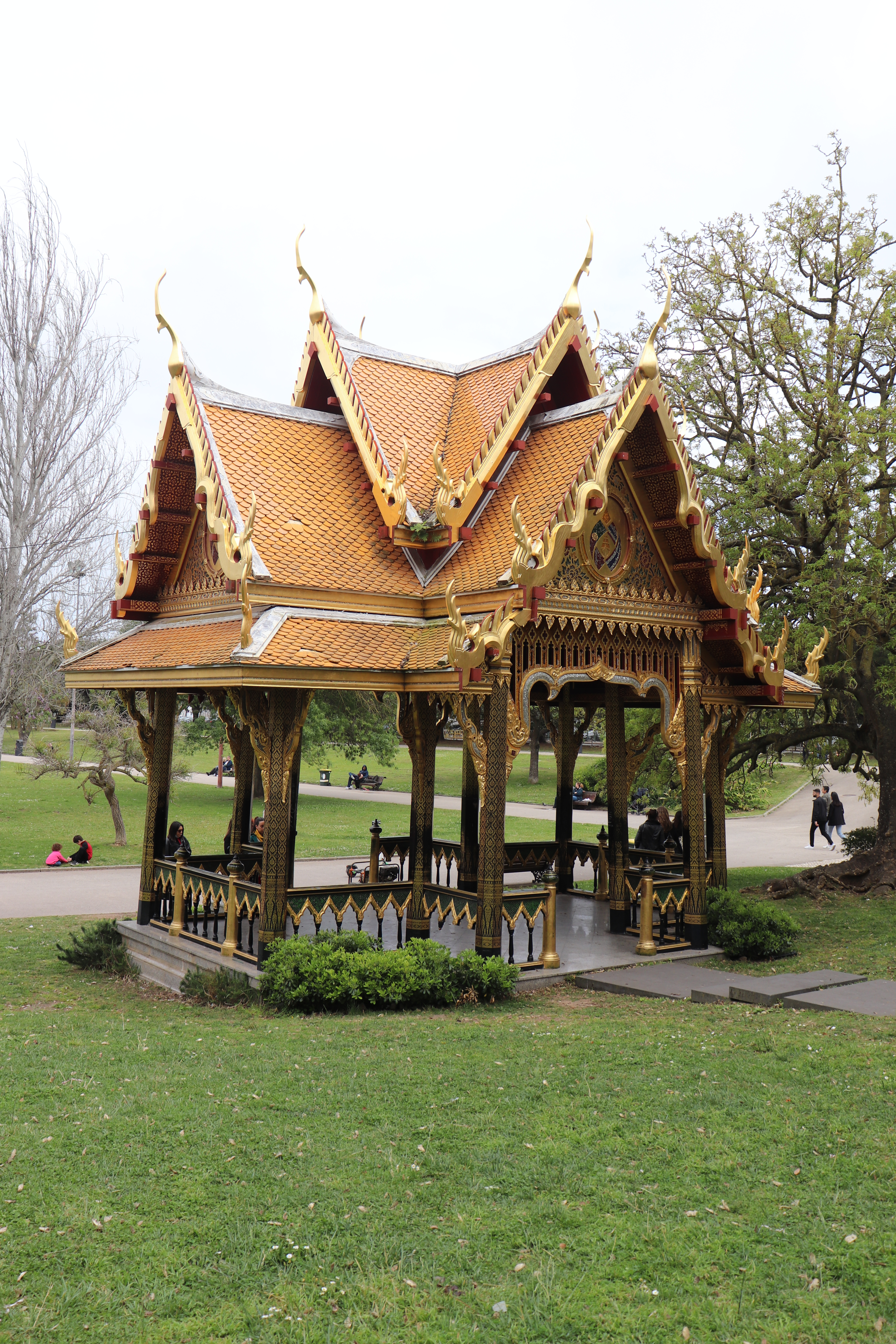
Il Pavilhão Sala Thai, nel Jardim Vasco da Gama di Lisbona.